# Grazer Uhrturm

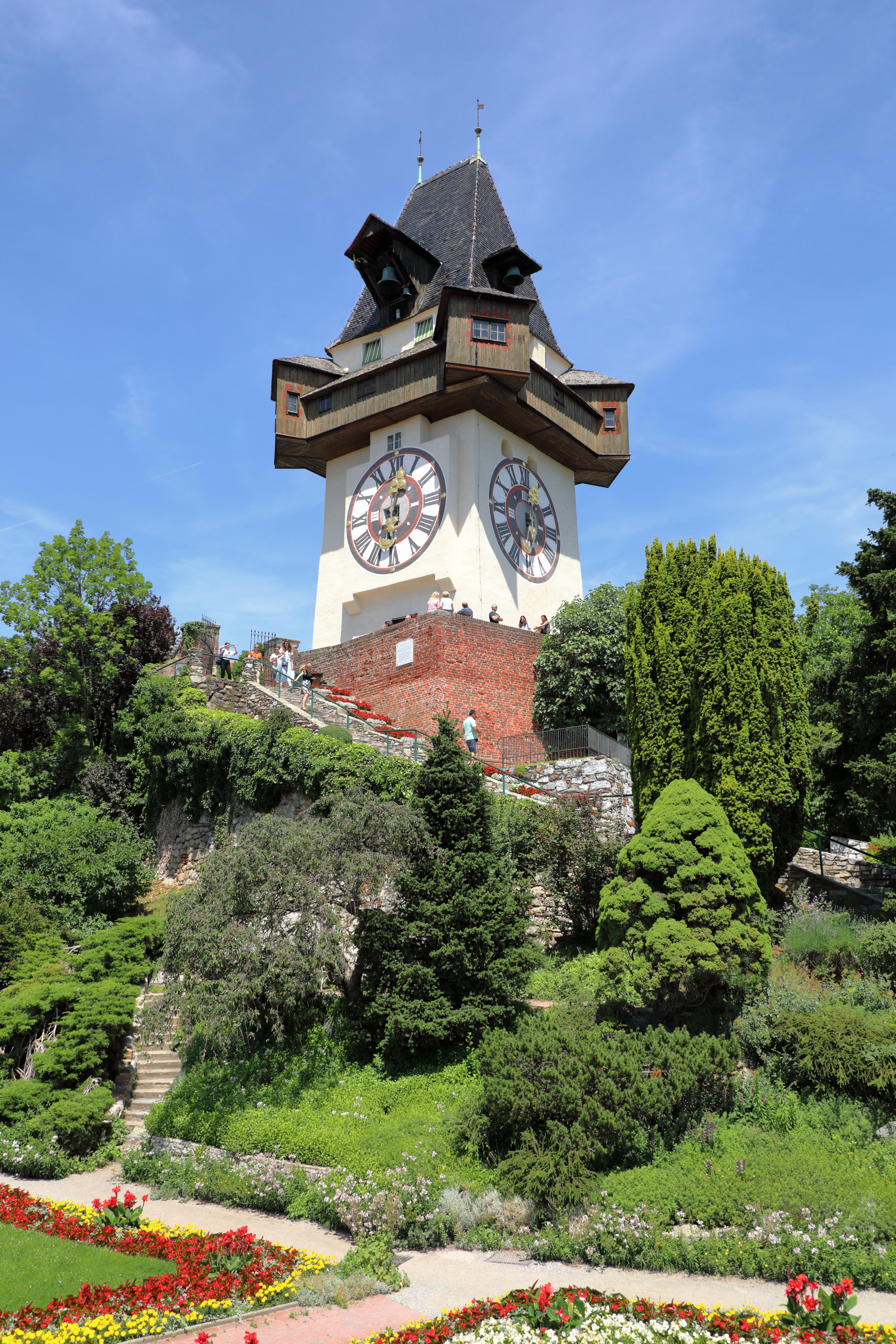
De Grazer Uhrturm

De Grazer Uhrturm is een 28 meter hoge toren op de Schloßberg in de Oostenrijkse stad Graz.
Waarschijnlijk staat er sinds de 13e eeuw een wachttoren op deze plaats. Het huidige bouwwerk stamt echter uit 1560. De vier grote wijzerplaten met een doorsnede van meer dan vijf meter zijn uit 1712. Merkwaardig is dat de uurwijzers van de klok langer zijn dan de minuutwijzers. Oorspronkelijk had het uurwerk namelijk alleen uurwijzers. Later zijn er minuutwijzers toegevoegd en die waren kleiner dan de uurwijzers.
Er zijn drie luidklokken in de toren aanwezig:
- De Stundenglocke is de oudste klok van Graz. De inscriptie geeft als bouwjaar 1382. Deze klok slaat elk uur.
- De Feuerglocke uit 1645 waarschuwde tegen bosbranden.
- De Armensünderglocke uit ca. 1450 luidde oorspronkelijk bij executies. In de negentiende eeuw werd dit echter de avondklok. Dit leverde haar de bijnaam Lumpenglocke op.